# 京成曳舟站

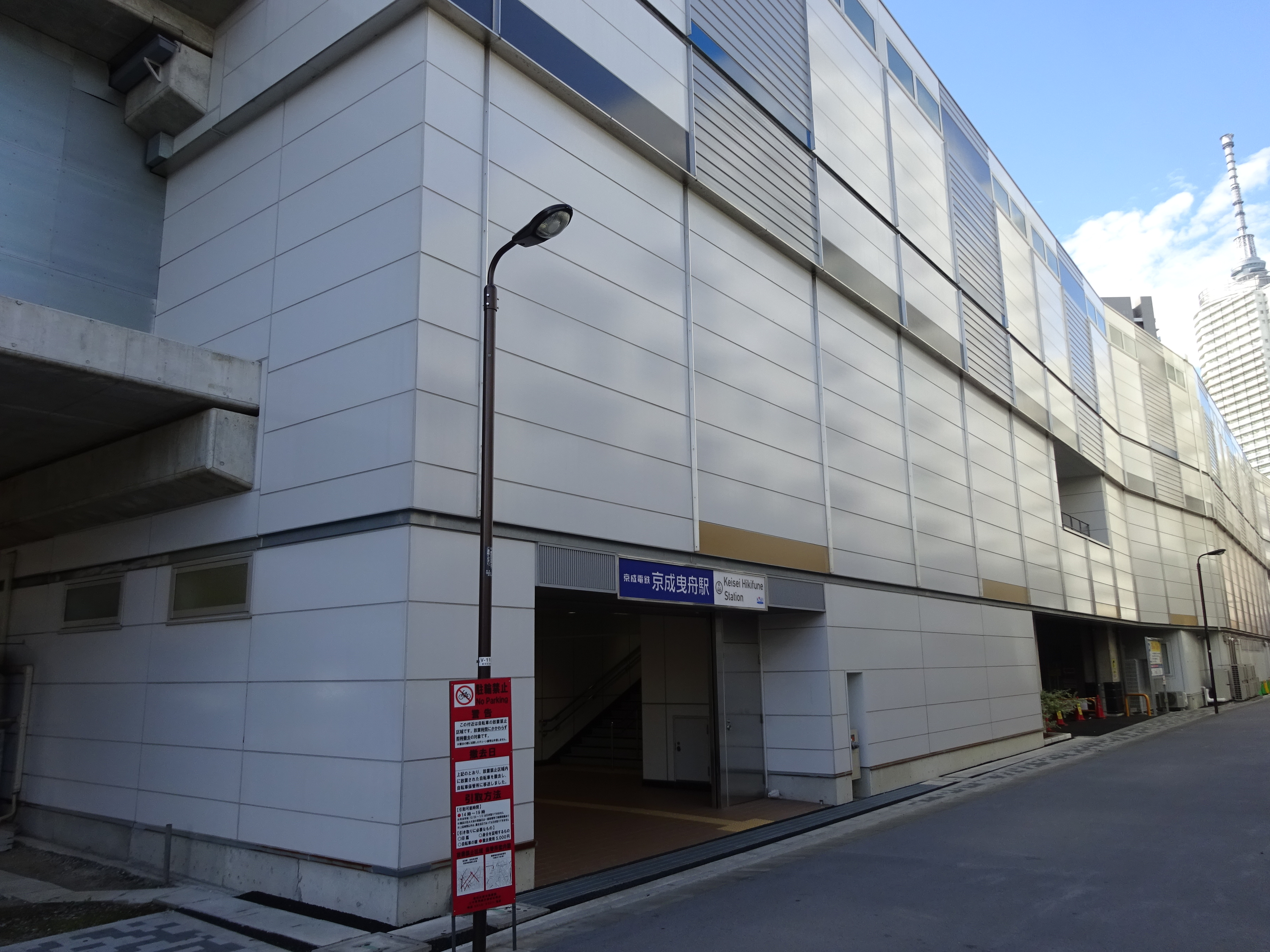
東口（2018年9月）

京成曳舟站（日语：／ Keisei-hikifune eki */?）是位於日本東京都墨田區京島，屬於京成電鐵押上線的鐵路車站。車站編號是KS46。車內廣播採用省略「京成」二字的「曳舟」，但站房使用全名「京成曳舟」。站名牌過去皆使用「曳舟」，高架化後則改成「京成曳舟」。

## 歷史
- 1912年（大正元年）11月3日 - 曳舟站開業。
- 1931年（昭和6年）11月18日 - 更名京成曳舟站。
- 1969年（昭和44年）5月 - 月台往八廣方向移動，月台長度能停靠8輛編組。
- 2010年（平成22年）7月17日 - 廢止急行，本站僅停靠普通列車。
- 2013年（平成25年）8月24日 - 上行線高架化[2]，啟用新月台。
- 2015年（平成27年）8月22日 - 下行線高架化[3]。
- 2017年（平成29年）4月1日 - 中層通道與墨田區設置的電梯、電扶梯啟用[4]。
- 2019年（令和元年）8月2日 - 在站房內展示漫畫改編動畫《擅長捉弄人的高木同學》（からかい上手の高木さん）之教室場景，以及女主角高木同學的等身尺寸坐姿塑像，參觀者可坐在旁邊的椅子與女主角合照，並設有供懸掛戀愛成就繪馬的掛架。展示期間約為一年[5]。

### 地面車站時代

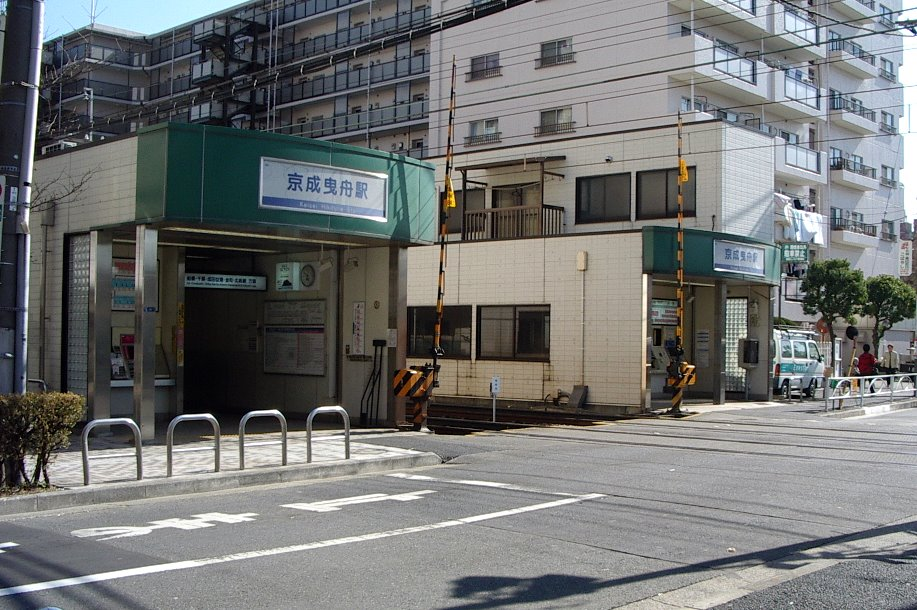
押上方出入口（2007年2月）
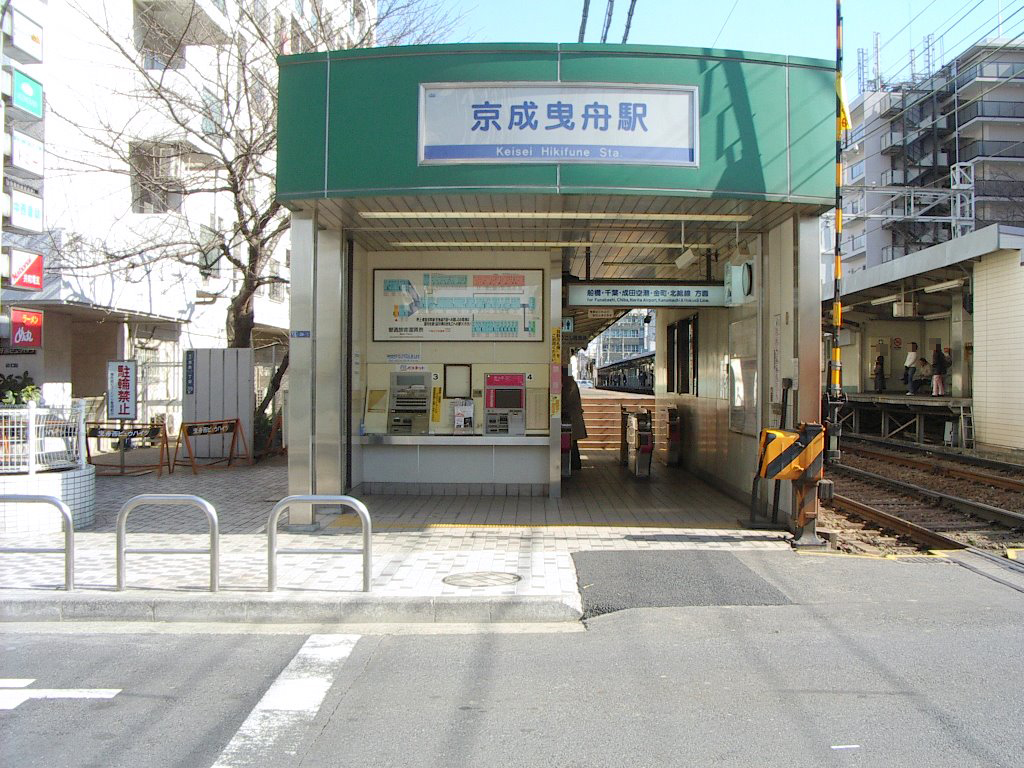
押上方檢票口（2007年2月）
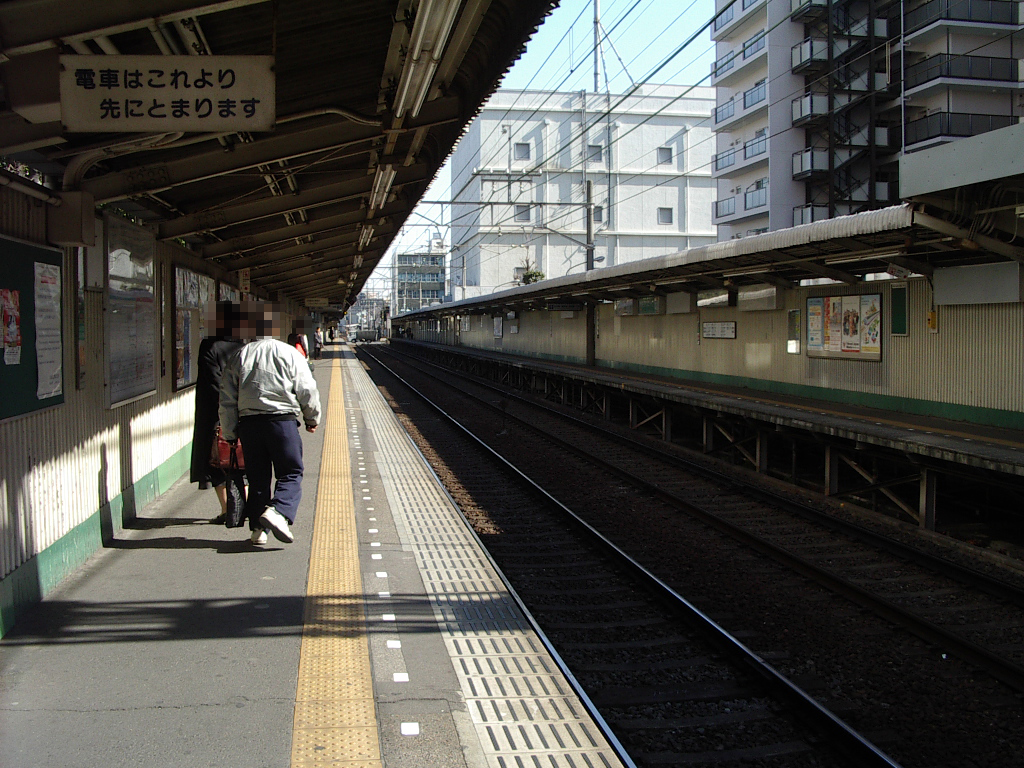
月台（2007年2月）

## 車站結構

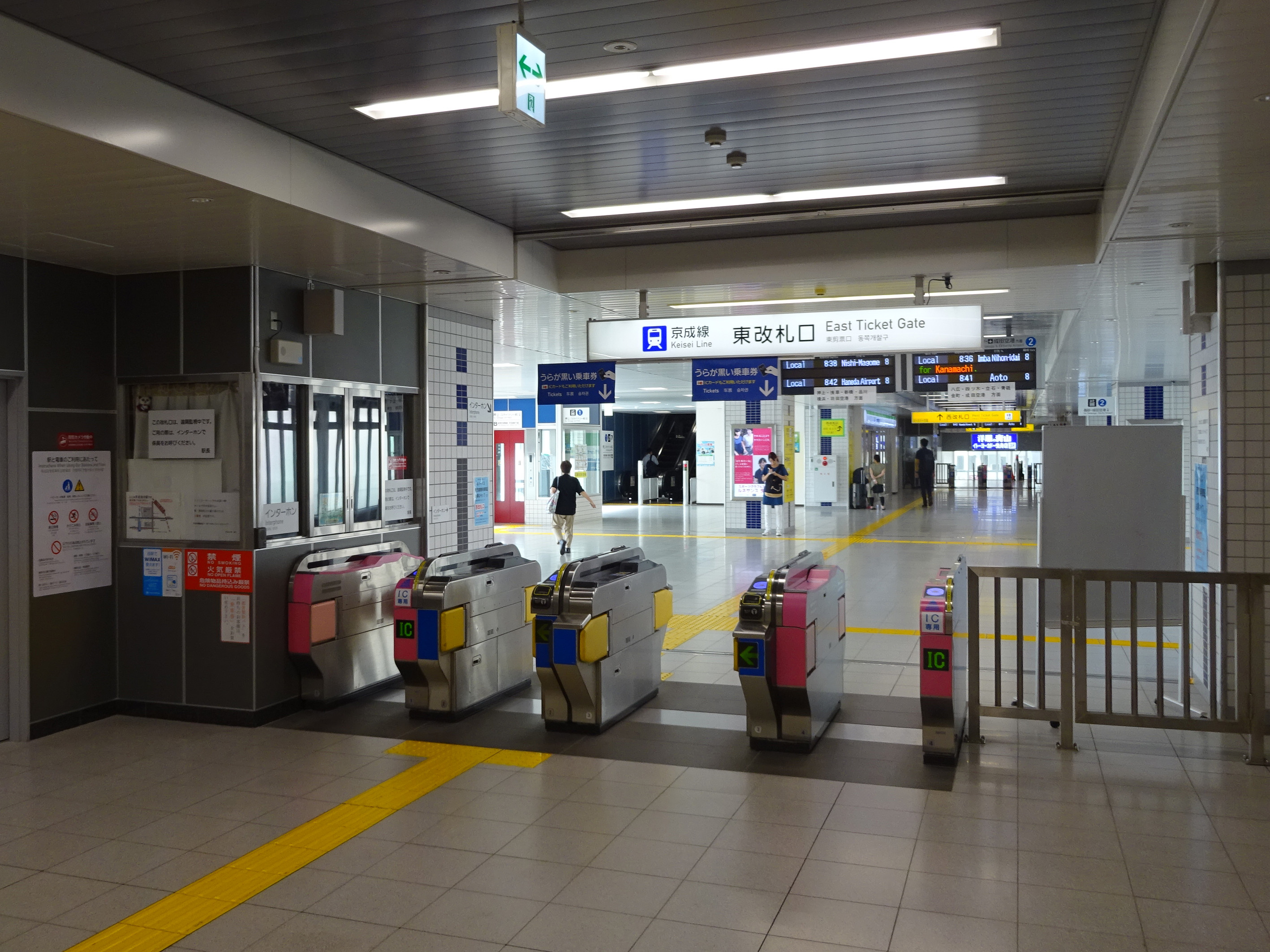
東驗票口（2018年9月）

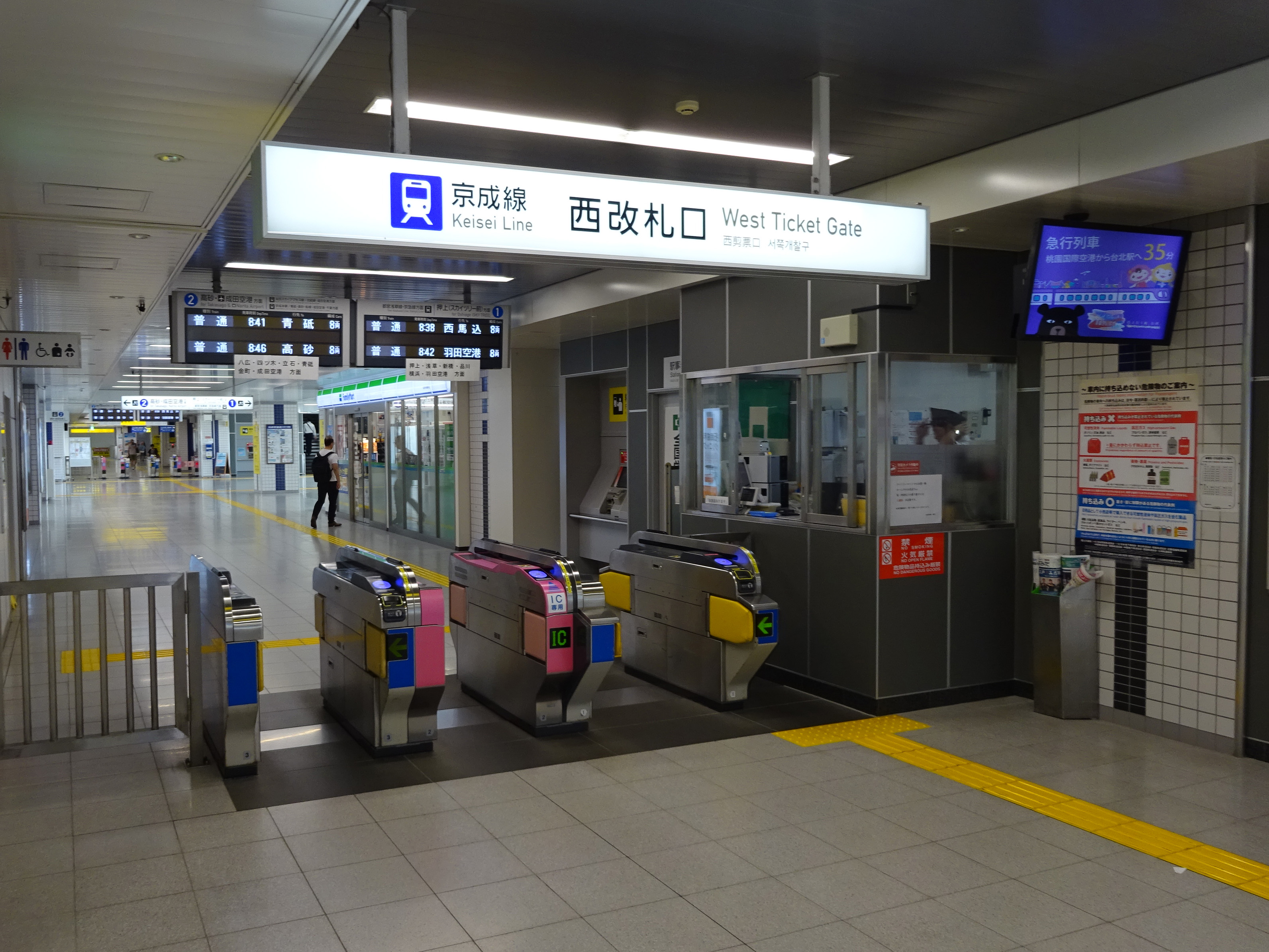
西驗票口（2018年9月）

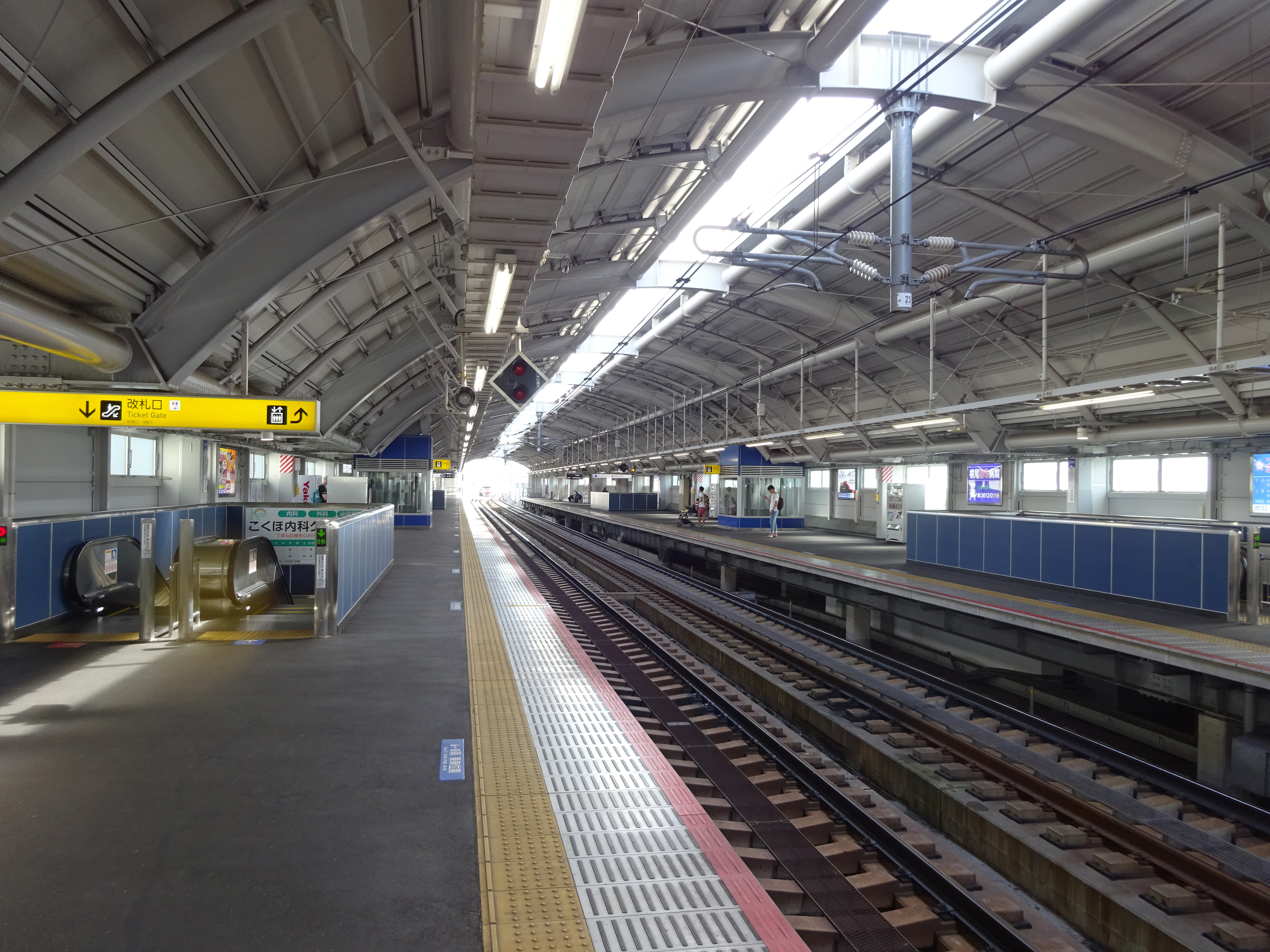
月台（2018年9月）

本站為側式月台2面2線的高架車站，月台間透過車站大廳連接。本站在1990年代後半以前沒有設置自動售票機，是由站員販售車票，在2013年8月23日以前則為地面車站。
此站的月台位置在開業時較靠往押上，但由於月台延伸困難，於1969年移至現址。2017年4月1日起，中層通道與墨田區設置的電梯與電扶梯啟用，（開放時間為6時～22時）以改善車站東側明治通的動線。

### 月台配置
| 月台 | 路線   | 方向 | 目的地                                               |
| ---- | ------ | ---- | ---------------------------------------------------- |
| 1    | 押上線 | 上行 | 押上、 淺草線、 京急本線方向                         |
| 2    | 押上線 | 下行 | 青砥、高砂、船橋・ 成田機場、千葉方向（ 經京成本線） |
| 2    | 押上線 | 下行 | 北總線、 成田機場方向（經成田Sky Access線）          |

## 使用情況
2017年度1日平均上下車人次為18,962人。京成線車站第27位。
近年1日平均上下、上車人次推移如下表。
| 年度               | 1日平均 上下車人次 | 1日平均 上車人次 | 來源    |
| ------------------ | ------------------ | ---------------- | ------- |
| 1990年（平成02年） |                    | 10,721           | [ 8 ]   |
| 1991年（平成03年） |                    | 10,328           | [ 9 ]   |
| 1992年（平成04年） |                    | 10,334           | [ 10 ]  |
| 1993年（平成05年） |                    | 10,175           | [ 11 ]  |
| 1994年（平成06年） |                    | 10,195           | [ 12 ]  |
| 1995年（平成07年） |                    | 10,443           | [ 13 ]  |
| 1996年（平成08年） |                    | 10,364           | [ 14 ]  |
| 1997年（平成09年） |                    | 10,290           | [ 15 ]  |
| 1998年（平成10年） |                    | 9,844            | [ 16 ]  |
| 1999年（平成11年） |                    | 9,486            | [ 17 ]  |
| 2000年（平成12年） |                    | 9,285            | [ 18 ]  |
| 2001年（平成13年） |                    | 9,422            | [ 19 ]  |
| 2002年（平成14年） |                    | 9,367            | [ 20 ]  |
| 2003年（平成15年） | 18,372             | 9,265            | [ 21 ]  |
| 2004年（平成16年） | 17,681             | 9,033            | [ 22 ]  |
| 2005年（平成17年） | 17,452             | 8,893            | [ 23 ]  |
| 2006年（平成18年） | 17,339             | 8,852            | [ 24 ]  |
| 2007年（平成19年） | 17,620             | 9,016            | [ 25 ]  |
| 2008年（平成20年） | 17,696             | 9,016            | [ 26 ]  |
| 2009年（平成21年） | 18,049             | 9,191            | [ 27 ]  |
| 2010年（平成22年） | 18,444             | 9,375            | [ 28 ]  |
| 2011年（平成23年） | 17,913             | 9,115            | [ 29 ]  |
| 2012年（平成24年） | 18,183             | 9,241            | [ 30 ]  |
| 2013年（平成25年） | 18,306             | 9,277            | [ 31 ]  |
| 2014年（平成26年） | 18,111             | 9,148            | [ 32 ]  |
| 2015年（平成27年） | 18,189             | 9,189            | [ * 1 ] |
| 2016年（平成28年） | 18,440             |                  |         |
| 2017年（平成29年） | 18,962             |                  |         |

## 車站周邊
車站周邊（京島）是東京少數未受第二次世界大戰戰災破壞的地區。
- MARK FRONT TOWER曳舟（日语：マークフロントタワー曳舟）
- 曳舟文化中心
- 曳舟川通
- 東武鐵道伊勢崎線、龜戶線曳舟站 - 非轉乘站。步行5分。
- 東京都立墨田川高等學校（日语：東京都立墨田川高等学校）
- 東京都立日本橋高等學校（日语：東京都立日本橋高等学校）
- 墨田京島一郵便局
- 向島橘銀座商店街（日语：向島橘銀座商店街）（KIRAKIRA橘商店街）
- 伊藤洋華堂曳舟店

### 巴士
最近的巴士站是押上方向剪票口的墨田區曳舟文化中心前、八廣方向剪票口的明治通，由東京都交通局、京成巴士運行。
墨田區曳舟文化中心前
- 錦40：往錦糸町站前／往南千住站東口（都營巴士）
- 墨田區內循環巴士「墨田百景 すみまるくん・すみりんちゃん」西北部線：經鐘淵站往押上站（京成巴士）

明治通
- 里22：日暮里站前方向／龜戶站前方向

## 相鄰車站
京成電鐵
 押上線
■快速特急、■Access特急、■特急、■通勤特急、■快速
通過
■普通
押上（KS-45）－京成曳舟（KS-46）－八廣（KS-47）

## 使用情況
東京都統計年鑑
1. ↑  .   [2018-10-29]. （原始内容存档于2018-11-09）.

## 外部連結
- 京成曳舟｜電車與車站資訊｜京成電鐵
- 京成曳舟站PDF - 京成電鐵